# II. Nabú-kudurri-uszur
II. Nabú-kudurri-uszur (uralkodott I. e. 605. szeptember 7. – I. e. 562) az Újbabiloni Birodalom második, legismertebb királya volt; a Biblia ószövetségi könyveiben Nebukadneccár, Nabukodonozor néven szerepel, ismert még Nabukkó néven is. I. e. 607 óta segítette apját, Nabú-apal-uszurt a hadvezetésben, és nagy sikereket aratott az Egyiptom elleni harcokban. Először I. e. 614-ben  említették, amikor feleségül vette a méd Uvakhsatra király lányát, Amütiszt, megpecsételve ezzel a megalakuló birodalom és a hódító nép szövetségét.

## A koronázás
I. e. 605 folyamán a nyugati hadjárat vezetése a koronaherceg feladata lett, aki ezt sikerre is vitte: bevette Karkemist (karkemisi csata), és bár súlyos veszteségeket szenvedett, tovább üldözte az egyiptomiakat Hamath városáig, ahol a Babiloni Krónika szerint mind egy szálig lemészárolta őket. Azonban nem sikerült végleg pontot tenni az egyiptomi fenyegetésre, ugyanis megérkezett Nabú-apal-uszur halálának (I. e. 605. augusztus 16.) híre. A király az évet fővárosában töltötte, talán már ekkor beteg volt. Az örökös azon nyomban hazatért, és már szeptember 7-én megkoronázták.

## Konfliktus Egyiptommal
Koronázása után Nabú-kudurri-uszur szinte azonnal visszatért nyugatra, hogy az apja, Nabú-apal-uszur idején megkezdett hódítást befejezze. A krónikák feljegyzései szerint mindig diadalmasan vonult fel, azaz uralma szilárd maradt. Ez azonban nem teljesen így volt: Egyiptom még mindig jelentős palesztinai és föníciai területeket uralt, amelyeket meg kellett szereznie. I. e. 605–601 között épp ezért folytatta a nyugati hadműveleteket. Júda új királya, Jehójákim/Jojákim szintén az Újbabiloni Birodalom vazallusa lett.
601-ben megerősítették a nyugati helyőrségeket, és maga II. Nabú-kudurri-uszur állt a seregek élére, hogy összecsapjon II. Nékó fáraó seregeivel. Pelusium mellett, az Egyiptomból Gáza felé vezető úton csapott össze a két hadsereg, és mindkettő súlyos veszteségeket szenvedett. (A babiloni király például a következő évben nem is vezetett hadat, mert új sereget kellett toboroznia.) Az összecsapás eredményeként Egyiptom elvesztette ázsiai területeit.

## Júdai harcok
A csata kétséges kimenetele Jehójákimot arra indította, hogy felmondja a vazallusi kötöttségeket. Nabú-kudurri-uszur ezt nem hagyhatta megtorlatlanul, ezért megkezdte a hadjárat előkészületeit: Szíriából, Hamath és Riblah helyőrségeiből sakkban tartotta az arabokat, majd Júda zaklatására ösztönözte a moábitákat, ammonitákat és arámiakat. Végül uralkodása hetedik évében megindult, és elfoglalta Jeruzsálemet. Ekkor Jehójákim már nem élt, hanem fia, Jehójachin/Jojachin állt a zsidó állam élén, aki feladta a várat (597. március 15/16.). A júdai elitet és kézműveseket a királlyal együtt Babilóniába deportálták, a templom kincseit Marduk templomába szállították, az új vazallus pedig a Cidqijáhu/Cidkija nevet felvevő Mattanjah, Jojachin nagybátyja lett.
I. e. 595–594 folyamán Nabú-kudurri-uszurnak egy jelentősebb lázadást kellett elfojtania Babilóniában, amit csak súlyosbított a keleti határon jelentkező ellenség (talán az elámiak). Igaz, ez utóbbiak, amint a babiloni sereg letáborozott a Tigris mentén, fejüket vesztve menekültek. I. e. 594–593 folyamán ismét a nyugati határon került sor mozgósításra, feltehetően II. Pszammetik fáraó trónra kerülése hatására. 
Az ellenállás súlypontja ismét Júdába helyeződött át, Cidkija (Sedékiás) állt a felkelők élére, az egyiptomi II. Jahmesz fáraó azonban csak kevés segítséget küldött neki. Így aztán Jeruzsálem hároméves ostrom után, I. e. 586 folyamán másodszor is elesett, és legtöbb lakóját deportálták, és Babilóniában telepítették le őket („babiloni fogság”). A város nagy részét porig rombolták, ekkor veszett oda Salamon temploma is. Cidkija szemeit kiszúrták, miután fiait kivégezték a szeme láttára. Ezután helytartók kerültek a terület élére, de nemsokára újabb lázongások kezdődtek. I. e. 581-ben ismét deportálások történtek, és Júda tartományi különállása is megszűnt – feltehetően Szamariához csatolták.

## Külpolitika
Elhúzódó problémát okozott a szigeten fekvő, tengerről utánpótlást kapó Türosz (a Bibliában: Tírus) ostroma, ami nem győzelemmel, hanem békekötéssel ért véget 13 évnyi harc után, feltehetően II. Baál (I. e. 587–572) uralkodása idején. Mindenesetre forrásaink alapján biztosan állítható, hogy a király uralkodásának negyvenedik évében Türosz már a birodalom szerves részét képezte.
II. Nabú-kudurri-uszur zsidópolitikáját kiválóan dokumentálta az Ószövetség több könyve, a többi országgal ápolt viszonyáról azonban keveset tudunk, ugyanis a korabeli leletek nagy része magán- és templomi archívumokból származik, így főleg gazdasági jellegűek. Feltehetően még egy hadjáratot vezetett Egyiptom ellen (talán I. e. 568 körül), és Hérodotosz közlése szerint I. e. 585-ben békét közvetített a lüdök és a médek között. Mindazonáltal valószínű, hogy nem volt szüksége újabb, nagyarányú hadjáratra egyik hadszíntéren sem.

## A birodalom virágkora
Elődjéhez hasonlóan II. Nabú-kudurri-uszur is nagy építkező volt. Hatalmas birodalma erőforrásait elsősorban a főváros, a több százezres lélekszámú Babilon ékítésére használta fel, de a többi területet sem hanyagolta el. Csodálatos kettős fallal vette körül a fővárost (ennek része a híres, mázas cserepekkel borított Istár-kapu, melyet Berlinben őriznek), amelyet még a görög szerzők is ámulattal csodáltak. 
Egyúttal befejezte a szentélykörzet (az Észagíla és az Étemenanki, a bibliai Bábel tornya) megépítését. (A toronytemplomot egyébként III. Alexandrosz romboltatta le, hogy a romos tornyot máshol újjáépíttesse, de erre már nem került sor.) A palotakörzet is megújult. Ugyanekkor készültek el a függőkertek, melyek helye még nem tisztázott, és amelyeket az ókori világ egyik csodájaként emlegettek. Állítólag azért épültek, hogy a király méd felesége, Amüitisz honvágyát feledtessék a zagroszi hegyeket és erdőket imitálva – az esztétikai szempont mellett azonban az is valószínűsíthető, hogy a kertek alatt raktárhelyiségek voltak.
Nabú-kudurri-uszur különös gondot fordított a város ellátására is: a gátakat kijavíttatta, ezzel az áradásokat kiküszöbölte, illetve a folyó kereskedelmi útvonalként való felhasználását is elősegítette. Az esetleges támadásokra felkészülve az Eufrátesz és a Tigris között falat emeltetett. Babilonban kőhíd épült az Eufrátesz két partja között.
Borszippa, Gula, Szippar, Ur és Uruk nagy építkezéseknek és templomfelújításoknak lett szemtanúja, de Kúta, Kis, Dilbat és Marad szentélyei is rendszeres adományokban részesültek. Az építkezések arányait jól érzékelteti az az adat, hogy csupán a Babilont körülvevő külső fal építéséhez 164 millió téglát használtak fel.

## Nabú-kudurri-uszur személyisége

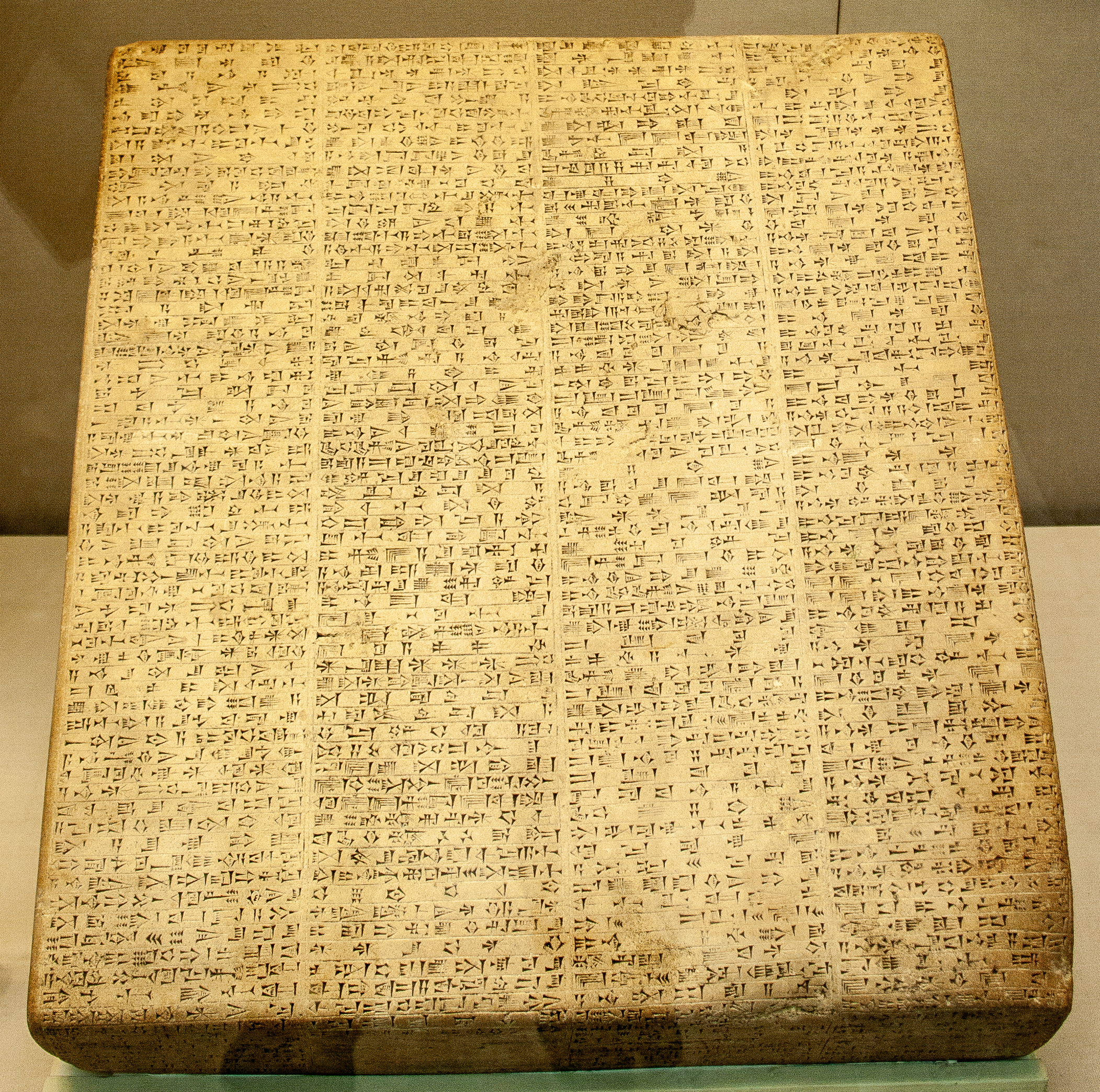
Ékírásos szöveg kőtáblán Babilonból a British Museumban a király templomépítéseiről és egyéb kegyes cselekedeteiről

A babiloni leletek Nabú-kudurri-uszurt kiváló katonaként és erőskezű országvezetőként jellemzik. A zsidó-keresztény-iszlám hagyományban mint Jeruzsálem kegyetlen elpusztítója, és a zsidók rabságba hurcolója ismert, azonban a Bibliában Dániel könyve hangsúlyozza érdeklődését az írásművészet és a vallási kérdések iránt. Felirataiból hiányoznak a dicső harci tettek, azonban annál nagyobb teret adott a kegyes templomépítési és -felújítási szövegeknek. Dániel furcsa betegségére is utal, amely hét éven keresztül a pusztába űzte. Ez feltehetően Nabú-naidra vonatkozik, aki valóban elhagyta a fővárost, bár feliratában 10 évet jelöl meg, és betegségéről sem tudunk.

## Örökösödés
II. Nabú-kudurri-uszur halála után Amél-Marduk, majd annak rövid uralkodása után veje, Nergal-sar-uszur, Kasaja nevű lányának férje került a trónra. Egyes kutatók szerint Nabú-naid is a nagy hódító veje lehetett.

## A kultúrában
Giuseppe Verdi a bibliai történet alapján szerezte Nabucco című operáját.